# Wojciech Skibicki

Wappen von Wojciech Skibicki

Wojciech Skibicki (* 23. Mai 1970 in Skrwilno, Polen) ist ein polnischer Geistlicher und römisch-katholischer Weihbischof in Elbląg.

## Leben
Wojciech Skibicki empfing am 10. Juni 1995 das Sakrament der Priesterweihe für das Bistum Elbląg.
Nach der Priesterweihe war er zunächst für ein Jahr Kaplan in Elbląg und anschließend von 1996 bis 1997 persönlicher Sekretär des Bischofs von Elbląg, Andrzej Śliwiński. Von 1997 bis 2003 studierte er an der Katholischen Universität Lublin und wurde in Liturgik zum Dr. theol. promoviert. Von 2003 bis 2010 war er persönlicher Sekretär des neuen Bischofs Jan Styrna. Von 2004 bis 2016 war er Subregens des Priesterseminars; anschließend leitete er bis zu seiner Ernennung zum Bischof die Abteilung für die katholische Bildung in der Diözesanverwaltung. Außerdem gehörte er dem Konsultorenkollegium sowie dem Domkapitel an und war Sprecher der Diözesankurie.
Am 14. Februar 2019 ernannte ihn Papst Franziskus zum Titularbischof von Casae Nigrae und zum Weihbischof in Elbląg. Der Bischof von Elbląg, Jacek Jezierski, spendete ihm am 6. April desselben Jahres die Bischofsweihe. Mitkonsekratoren waren der Apostolische Nuntius in Polen, Erzbischof Salvatore Pennacchio, und der Erzbischof von Ermland, Józef Górzyński.